# Inspiration Is Dead
Az Inspiration is DEAD a Ling tosite sigure japán rockegyüttes második stúdióalbuma, amely 2007. augusztus 22-én jelent meg az együttes által alapított Nakano Records független kiadó gondozásában.
Az album a harminckilencedik helyen nyitott a japán Oricon eladási listáján. A listán huszonkilenc töltött el és összesen 27 561 példányt adtak el belőle.

## Számlista
Az összes szám szerzője TK.
| 1.    | nakano kill you             | 3:09 |
| 2.    | COOL J                      | 3:56 |
| 3.    | DISCO FLIGHT                | 4:29 |
| 4.    | knife vacation              | 4:01 |
| 5.    | am3:45                      | 6:36 |
| 6.    | Akai júvaku (赤い誘惑)      | 4:47 |
| 7.    | 1/f no kansoku (1/fの感触)  | 4:44 |
| 8.    | i not crazy am you are      | 4:40 |
| 9.    | Júkei no kioku (夕景の記憶) | 6:10 |
| 42:31 |                             |      |

## Közreműködők
| Ling tosite sigure - TK – vokál, gitár - 345 – basszusgitár, vokál - Pierre Nakano – dobok | - Felvétel – Unehara Fumiaki, TK, Ueki Szeidzsi - Mixelés – TK (M1–7), Fukuda Sinicsi (M8, 9) - Segéd mérnök – Fukuda Sinicsi, Maeda Joszuke - Maszterelés – Takiszei Maszajo - Supervisor – Momosze Josihiko - Rendező – Nisimaki Taicsi - Értékesítési tervező – Aonuma Daigo - Borító – Yukiyo Japan - Fényképész – Nisimaki Taicsi, TK, Yukiyo Japan |